# アレックス・ベルガンティニョス
アレハンドロ・"アレックス"・ベルガンティニョス・ガルシア（Alejandro "Álex" Bergantiños García、1985年6月7日 - ）は、スペイン・ア・コルーニャ出身の元サッカー選手。現役時代のポジションはMF、DF。

## クラブ経歴
ア・コルーニャに生まれ、2002年に地元のサッカークラブであるデポルティーボ・ラ・コルーニャのカンテラへ入団した。2008-09シーズンから2シーズン続けてレンタルに出されたヘレスCDでは、1シーズン目にプリメーラ・ディビシオン昇格を経験し、24歳で迎えた自身初のプリメーラでは、26試合に出場した。その後、2010-11シーズンはグラナダCF、シーズン後半戦からはジムナスティック・タラゴナへレンタル移籍をし、同シーズン終了後にデポルティーボへ復帰した。
2011年8月27日、セグンダ・ディビシオンのレクレアティーボ・ウェルバ戦にてデポルティーボでの公式戦初出場を果たすと、2011-12シーズンはリーグ戦全42試合に出場してクラブのプリメーラ復帰に貢献した。2015年9月、クラブとの契約を3年間延長した。
2016-17シーズンの3月2日、アトレティコ・マドリードとのリーグ戦にて、試合終了間際にフェルナンド・トーレスと交錯してトーレスが一時意識を失うアクシデントが起こった。故意ではなく、その後のトーレスの経過も順調であり、ベルガンティニョスはトーレスの入院する病院へ見舞いを行った。。
2017年7月11日、デポルティーボと契約を1年延長すると同時にスポルティング・デ・ヒホンへの1シーズンのレンタル移籍が発表された。レンタルバック後からはクラブでキャプテンを務めている。

## タイトル

### クラブ
ヘレスCD
- セグンダ・ディビシオン : 1回 (2008-09)

デポルティーボ・ラ・コルーニャ
- セグンダ・ディビシオン : 1回 (2011-12)